# スコット・ブラウン (政治家)
スコット・フィリップ・ブラウン（Scott Philip Brown、1959年9月12日 -）は、アメリカ合衆国の政治家。マサチューセッツ州ウェイクフィールド出身である。現在は駐ニュージーランド、サモア特命全権大使。元軍人である。
地元マサチューセッツ州選出の前連邦上院議員。所属政党は共和党で、宗教はプロテスタント。元リポーターのゲイル夫人との間に2人の子供がいる。次女・アリーヤ・ブラウンは歌手。また、レッド・ツェッペリンのファンでもある。

## 初期の経歴

### 生い立ち・学歴
1959年9月12日にメイン州キタリーで、父のクロード・ブルース・ブラウン（Claude Bruce Brown）と母のジュディ・アン・ブラウン（Judith Ann “Judi” Brown）との間に誕生し、マサチューセッツ州ウェイクフィールドで育った。また、父がニューベリーポートの市議会議員を務めていたため、14歳の夏まで度々ニューベリーポートで過ごしている。父は共和党員で、父方の祖父もまた共和党員だった。
ブラウンは幼少期・少年時代を極めて複雑な環境の下で過ごし、その人生は順調・幸福とは決して言い難いものだった。このことについてはブラウン自身も「私は奇妙な環境、安定した家庭環境と言うにはほど遠い環境で育った」と述べている。両親は彼がまだ1歳の時に一度離婚し、その後父クロードは3度、母ジュディは4度の離婚・再婚を繰り返している。両親の離婚後は母親側に引き取られ、祖母やおばと同居する生活を送った。前述のように母ジュディはたびたび再婚を繰り返したが、1960年代に結婚した2番目の夫ダン・サリヴァンはブラウンにとって悪い意味で忘れえぬ存在となった。トラック運転手だったこの義父は、少年だったブラウンに対したびたび身体的な虐待を加えたという。ブラウンはこのことを長らく公にしてこなかったが、2011年に出版した自伝“Against All Odds”でこの事実を明らかにした。また彼は、父からの虐待とは別に、少年時代に2度にわたり性的虐待を受けた経験があることも、この自伝の中で明らかにしている。このように肉体的・性的虐待を受けた経験の一方で、ブラウン自身の素行も荒んでいた。12歳の頃から非行に走り、デパートでスリーピース・スーツを盗んだり、スーパーマーケットでステーキやハンバーガーを盗むなど、複数回にわたり万引きを繰り返した。13～14歳ごろの折には、レコード店でブラック・サバスのレコードアルバムを万引きしたかどで逮捕され、当時住んでいたセイラムの地区裁判所に送致されている。この時、担当判事だったサミュエル・ゾル判事に叱責・説諭されたことがきっかけで、その後は非行から足を洗い更生の道を歩む。
高校は地元の公立高校であるウェイクフィールド高校に進学、1977年に卒業し、タフツ大学へと進学する。タフツ大では歴史学を専攻しながら学内のバスケットボールチームにも所属し、最終年次にはチームの共同キャプテン（主将）を務めた。また、大学時代には学生フラタニティ「ゼータ・プシ」（“Zeta Psi”）のカッパ（Kappa）グループに属していた。1981年に優等（cum laude）の成績で学士号を得て卒業した後は、引き続きボストンカレッジ・ロースクールに進み、1985年に法務博士（ジュリス・ドクター、J.D.）の学位を得て卒業した。

### 軍務
また1979年、19歳の時に、大学での学業と並行するかたちでマサチューセッツ州の陸軍州兵に入隊し、現在に至るまで30年以上活動を続けている。この州兵としての軍務は、ブラウンの政治家としての政策的関心にも大きな影響を与えており、国防・安全保障分野や退役軍人の福利厚生などの政策に注力している。
入隊のきっかけは、1978年にアメリカ北東部を襲った猛吹雪に伴う災害で、州兵が展開した救援活動に感銘を受けたことだった。入隊直後にはニュージャージー州のフォート・ディックス基地において初期訓練を受けるとともに、予備役将校訓練課程（ROTC）の適用を受けるためノースイースタン大学に入学している。当初は一般の歩兵（Infantry）や、需品要員、空挺要員としての訓練を受けた。空挺要員になるにあたっては、陸軍空挺学校にて訓練を受けて同課程を修了していることから、空挺降下資格者であることを示す空挺記章（パラシューティスト・バッジ）を与えられている。その後、1994年に法務科（Judge Advocate General's Corps, JAGC）に転じ、法務士官として活動するようになる。法務士官としては、主に弁護士としての任務が多く、薬物テストで陽性反応が出た兵士の弁護や、海外派兵の対象となった兵士に対する不在中の不動産管理に関するアドバイスを行っていた。
2010年に連邦上院議員補欠選挙に出馬した際には、ニューイングランド地域の州兵法務部長（Judge Advocate General, JAG）として活動しており、当時の階級は中佐だった。その後は、連邦議会議員になると政務に専念するため退役する議員も多い中、2012年現在も現役の州兵として登録し任務に就いている議員の1人である。同じように、議員として活動しながら軍務に就いている上院議員として、空軍法務科に所属し予備役大佐として活動しているノースカロライナ州選出のリンジー・グレアム上院議員がいる。2012年には、同年8月1日付で大佐に昇任し、この時は同じ共和党所属の同僚で、上院軍事委員会などで共に仕事をしているジョン・マケイン上院議員の列席の下で昇任セレモニーが行われた。
軍人として海外任務も経験しており、カザフスタンで10日から2週間程度の、パラグアイで1週間任務に当たった経験があるほか、2011年にはアフガニスタンに訓練名目で1週間駐留したこともある。賞罰については、2001年のアメリカ同時多発テロ事件の直後、本土防衛・国土安全保障に州兵として貢献した点につき、陸軍称揚章（Army Commendation Medal）を受章している。

## 政治経歴

### 地元政界への進出
1992年から1995年まで、マサチューセッツ州ノーフォーク郡のレンサム市で査定者として働き、1995年から1998年まではレンサムの都市行政委員として働いていた。ブラウンが本格的に政治経歴をスタートさせるのは1998年からで同年、地元マサチューセッツ州議会下院選に共和党から出馬し当選。同州のノーフォーク郡を地盤としていた。2004年からは、州議会上院に足場を移す。また、2008年アメリカ合衆国大統領選挙においては、同州の前知事ミット・ロムニーを支持していた。

### 国政進出
2009年8月、民主党の大御所として知られたエドワード・ケネディ上院議員が脳腫瘍のため死去すると、補欠選挙への出馬を表明。ティーパーティー運動に後押しされ、12月の共和党の党員選挙で圧勝し同党公認を獲得した。2010年1月19日に予定されていた補欠選挙は、同州が民主党の牙城であることから、当初は惨敗が必至と見られていたが、終盤になって民主党のマーサ・コークリー同州司法長官の失言などもあって、差を逆転させ、競り勝った。この勝利は「マサチューセッツの奇跡」とも呼ばれる。ブラウンの勝利により共和党は議席を41に伸ばし、審議妨害（フィリバスター）の行使が再び可能となった。ブラウン陣営はジョン・F・ケネディ元大統領の様に、若くカリスマ性を意識したブラウンのテレビ宣伝や、寒い冬の中、フェンウェイ・パークで、有権者と握手したり、シボレーのピックアックトラックに乗り、有権者に賢く保守的で親近感のあるカリスマ性のある人物をテレビ宣伝などでもアピールをしていた。同選挙では前述のミット・ロムニー、ミネソタ州知事のティム・ポーレンティー、ジョン・マケイン上院議員や、元メジャーリーガーのカート・シリングなどがブラウンを支持していた。
しかし再選を目指した2012年の連邦上院議員選挙では、民主党の対立候補で、ハーバード・ロー・スクールの教授で倒産法の権威であるエリザベス・ウォーレンの前に苦戦を強いられ、得票率で約7%、得票数にして約24万票の差をつけられて落選した。本選挙において現職ながら落選した上院議員は、党内の予備選挙で敗北したインディアナ州のディック・ルーガー上院議員を除けばブラウンただ1人である。
2016年アメリカ合衆国大統領選挙では、元上院議員としては最も早くにドナルド・トランプ支持を表明しており、そのためトランプの信頼も厚いとされる。トランプ政権下の2017年6月に駐ニュージーランド、サモアの特命全権大使に着任。2019年7月にウィリアム・F・ハガティ駐日大使が上院議員議会選挙に出馬のために大使を退任した後、ブラウンが横滑りで駐日大使に就任する可能性が取り沙汰されている。

## 政治的イデオロギー
政治的イデオロギーは中道右派。バラク・オバマ大統領が2009年12年に断行した、アフガニスタンの国際治安支援部隊への3万人の兵力増強を強く支持しており。同部隊司令官のスタンリー・マクリスタル将軍の裁量をより重視すべきとしている。また、マサチューセッツ州で合法化されている同性婚には強く反対する一方、シビル・ユニオン法に対しては容認する立場である。オバマが就任以来掲げる医療保険改革には断固反対で、上院補選では第一の公約に掲げた。2002年11月にはマサチューセッツ州知事だったミット・ロムニーが計画していた同州の死刑制度を復活させる法案を支持していた。

## モデルの経験
ロースクール学生時代にモデルの経験がある。女性誌COSMOPOLITANの1982年6月号には、「アメリカで最もセクシーな男性」コンテストの優勝者として、当時22歳だったブラウンの手で局部を隠した全裸写真が掲載されていた。